# Allgemeiner musikalischer Anzeiger
Der Allgemeine musikalische Anzeiger war eine in der ersten Hälfte des 19. Jahrhunderts erschienene Musik-Zeitschrift. Sie erschien zeitweilig zunächst ab 1826 in Frankfurt am Main bei „A. Fischer“ und ab 1829 bis 1840 – später mutmaßlich auch in einem zweiten Zyklus ab 1848 – in Wien bei Tobias Haslinger. Ebenfalls von 1829 bis 1840 war der österreichische Dichter und Dramatiker Ignaz Franz Castelli der Redakteur des Blattes.